# Peraleda de San Román (kommunhuvudort)
Peraleda de San Román är en kommunhuvudort i Spanien.   Den ligger i provinsen Provincia de Cáceres och regionen Extremadura, i den centrala delen av landet, 160 km sydväst om huvudstaden Madrid. Peraleda de San Román ligger 472 meter över havet och antalet invånare är 348.
Terrängen runt Peraleda de San Román är kuperad söderut, men norrut är den platt. Terrängen runt Peraleda de San Román sluttar norrut. Runt Peraleda de San Román är det glesbefolkat, med 8 invånare per kvadratkilometer. Närmaste större samhälle är Castañar de Ibor, 12,8 km söder om Peraleda de San Román. Omgivningarna runt Peraleda de San Román är huvudsakligen savann.